# Гаудеамус (конкурс композиторов)
Международный конкурс композиторов «Гаудеамус» (от названия старинного студенческого гимна Gaudeamus) — международный конкурс в области современной классической музыки, проводящийся одноимённым фондом, существующим в Нидерландах с 1945 года. Конкурс проводится среди выдающихся молодых композиторов (в возрасте до 31 года) в рамках Международной недели музыки «Гаудеамус». Проходит ежегодно в Амстердаме.

## Лауреаты
- 1957 — Петер Схат (Нидерланды)
- 1958 — Отто Кеттинг (Нидерланды)
- 1959 — Луи Андриссен (Нидерланды)
- 1960 — Ларс Юхан Верле (Швеция)
- 1961 — Миша Менгельберг (Нидерланды), Пер Нёргор (Дания)
- 1962 — Паулина Оливерос (США)
- 1963 — Арне Мелльнес (Швеция)
- 1964 — Иб Нёрхольм (Дания)
- 1965 — Юп Страссер (Нидерланды) и Марио Бертончини (Италия)
- 1966 — Альфред Янсон (Норвегия) и Тон Брёйнел (Нидерланды)
- 1967 — Ханс Йоахим Хеспос (ФРГ), Костин Миеряну (Румыния), Морис Бенаму (Франция), Жан Ив Боссёр (Франция) и Тона Шерхен (Швейцария)
- 1968 — Винко Глобокар (Франция)
- 1969 — Йос Кунст (Нидерланды)
- 1970 — Ян Вринд (Нидерланды)
- 1971 — Джон Макгуайр (США)
- 1972 — Даниэль Ленц (США)
- 1973 — Морис Веддингтон (США)
- 1974 — Кристиан Детлефсен (Дания)
- 1975 — Роберт Сакстон (UK)
- 1976 — Фабио Вакки (Италия)
- 1977 — Шербан Никифор (Румыния)

1978—1983 — премия не вручалась
- 1984 — Мауро Карди (Италия)
- 1985 — Чин Ынсук (Южная Корея)
- 1986 — Урош Ройко (Югославия)
- 1987 — Карэн Танака (Япония)
- 1988 — Микаэль Жаррель (Швейцария)
- 1989 — Ричард Барретт (Великобритания)
- 1990 — Клаус Штеффен Манкопф (Германия) и Паоло Аралла (Италия)
- 1991 — Асбьёрн Шаатун (Норвегия)
- 1992 — Йорг Биркенкёттер (Германия)
- 1993 — Давид дель Пуэрто (Испания)
- 1994 — Ричард Эйрз (Великобритания)
- 1995 — Хесус Торрес (Испания) и Майкл Эстерле (Канада)
- 1996 — Режис Кампо (Франция)
- 1997 — Хан Цзоу (Китай)
- 1998 — Кумико Омура (Япония) и Джефф Хэннан (Великобритания)
- 1999 — Мишель ван дер Аа (Нидерланды)
- 2000 — Яннис Кириакидес (Кипр)
- 2001 — Палле Дальстедт (Швеция) и Такуя Имахори (Япония)
- 2002 — Валерио Мурат (Италия)
- 2003 — Дмитрий Курляндский (Россия)
- 2004 — Сампо Хаапамяки (Финляндия)
- 2005 — Оскар Бьянки (Италия)
- 2006 — Лефтерис Пападимитриу (Греция) и Габриель Паюк (Аргентина)
- 2007 — Кристофер Трапани (США)
- 2008 — Хак Ходж (США)
- 2009 — Тед Хёрн (США)
- 2010 — Марко Никодиевич (Сербия—Германия)
- 2011 — Йосиаки Ониси (Япония)
- 2012 — Константин Хойер (Германия)
- 2013 — Тобиас Клих (Германия)
- 2014 — Анна Корсун (Украина)
- 2015 — Александр Хубеев (Россия)
- 2016 — Энтони Вайн (США)
- 2017 — Арт Стротман (Нидерланды)
- 2018 — Себастиан Хилли (Финляндия)